# بوکوشد
بوکوشد (به مجاری:  Bükkösd) یک منطقهٔ مسکونی در مجارستان است که در ناحیه سنت‌لورینتس واقع شده‌است.